# Euphorbia royleana
Euphorbia royleana är en törelväxtart som beskrevs av Pierre Edmond Boissier. Euphorbia royleana ingår i släktet törlar, och familjen törelväxter. Inga underarter finns listade i Catalogue of Life.

## Bildgalleri

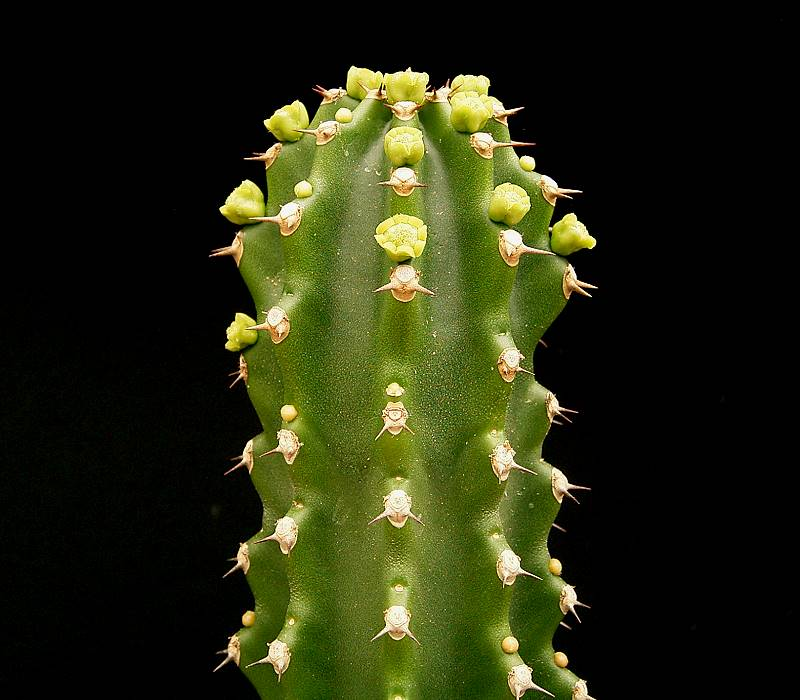
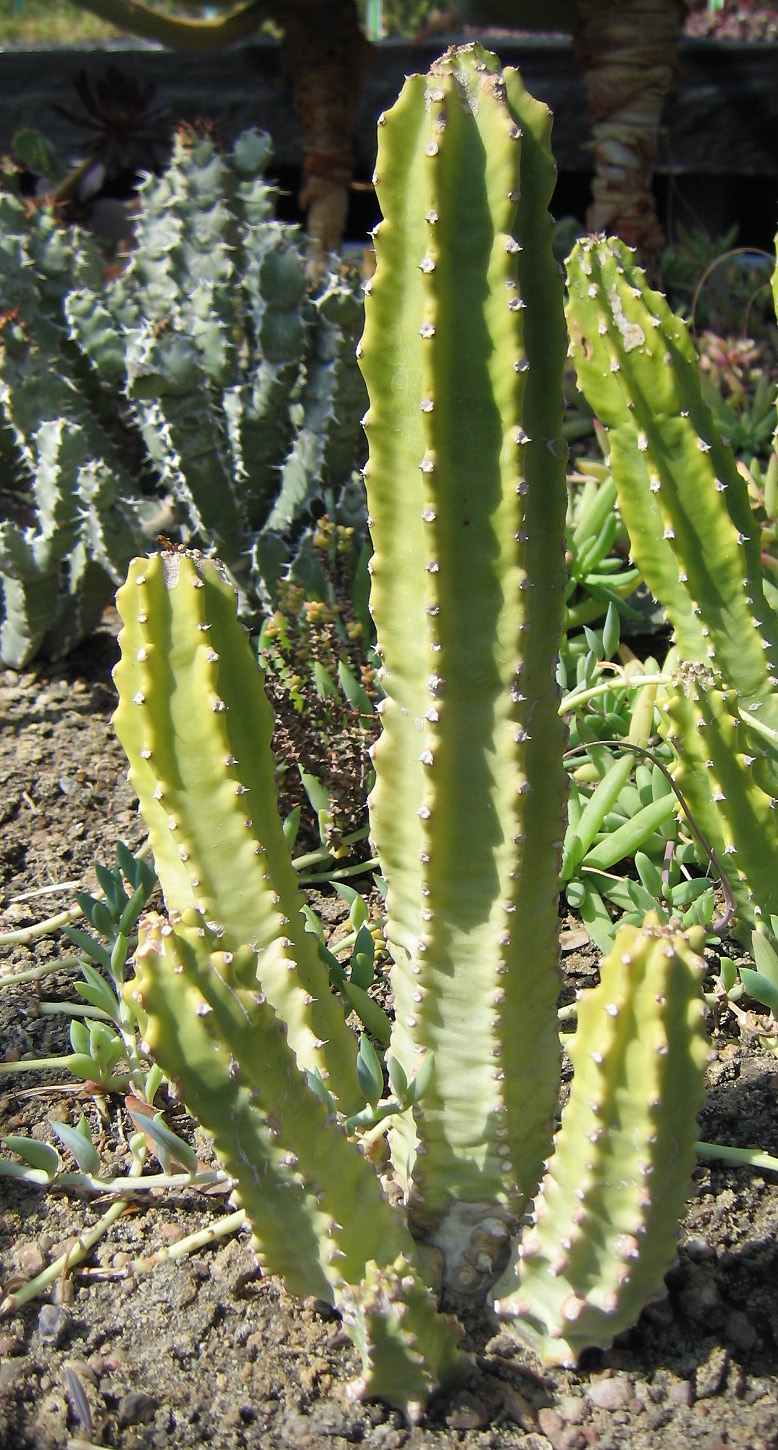
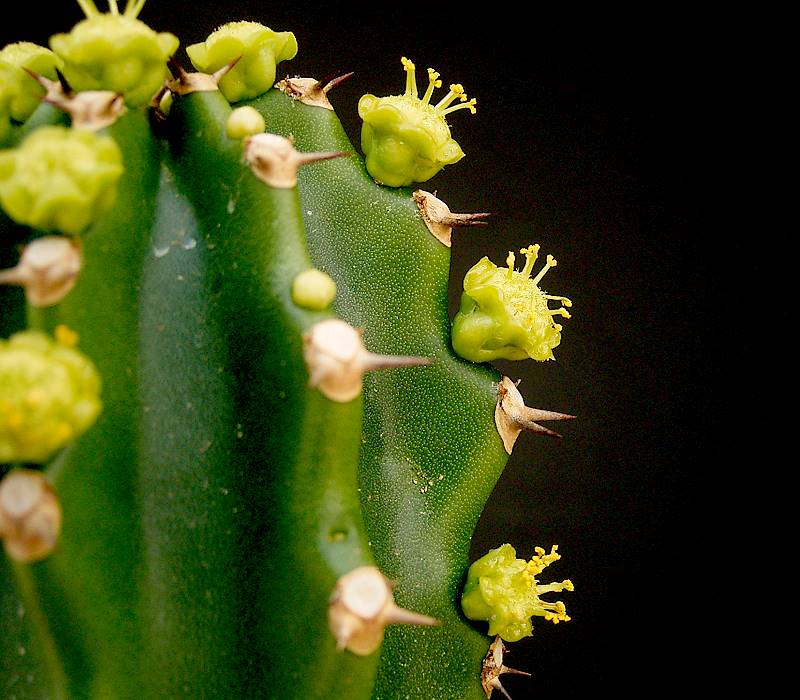
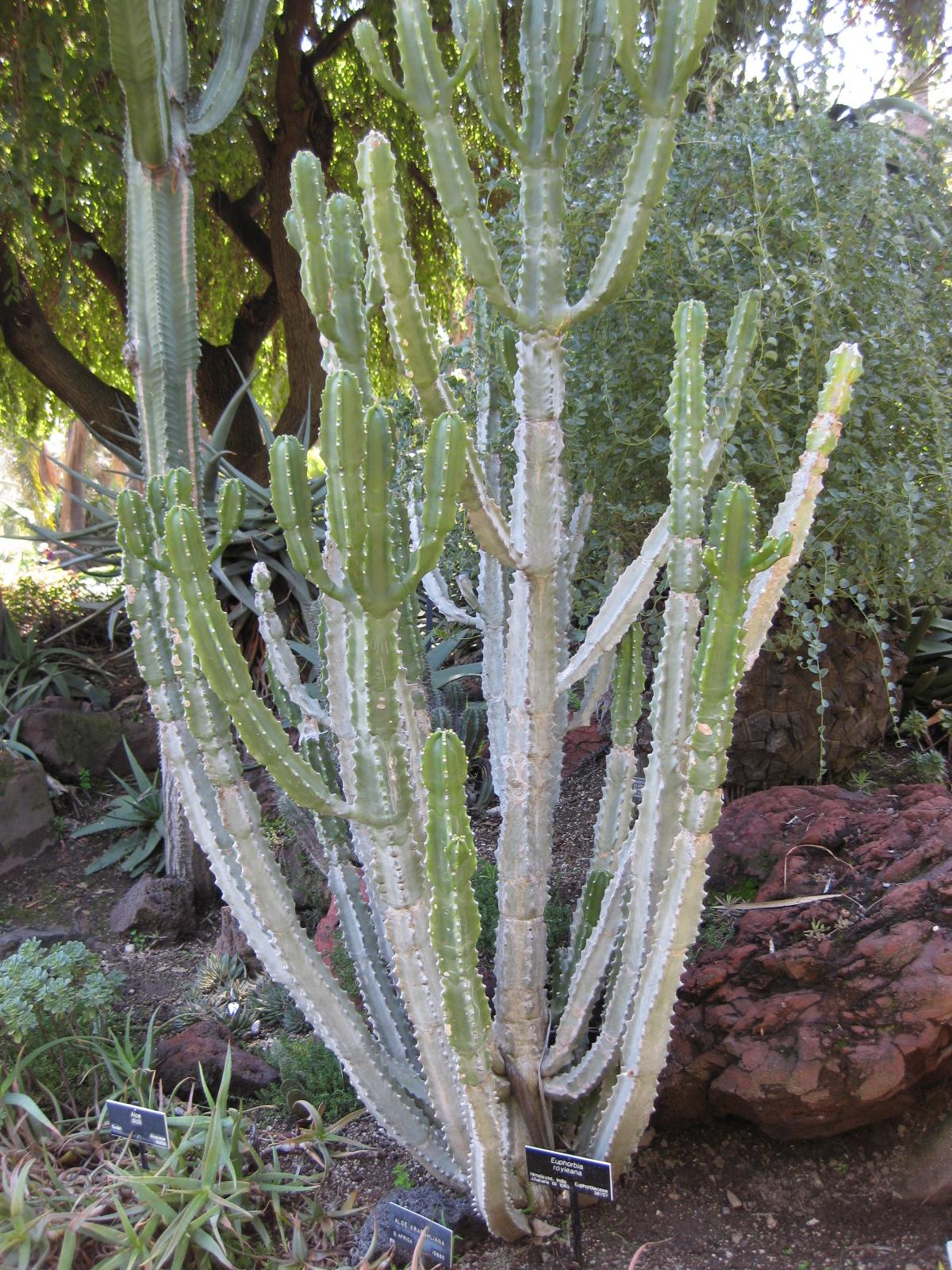